# 膝車

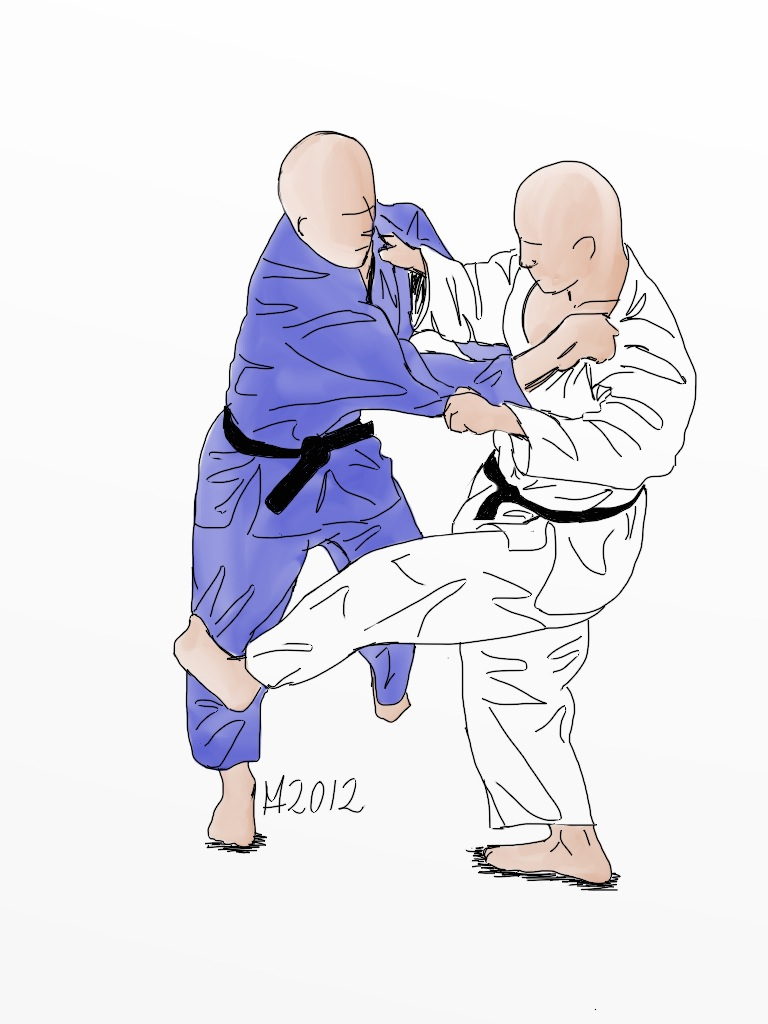
膝車のイラスト

膝車（ひざぐるま）は、柔道の投技の足技21本の一つ。講道館や国際柔道連盟 (IJF) での正式名。IJF略号HIZ。

## 概要
前から相手の重心の掛かった脚の膝に足を当て、当てた自分の足を支点にして回転させる様にして投げる技。
同じく、前から相手の足首にあてると、支釣込足になり、相手の足や膝を払う様に投げると、払釣込足になる。
元は、柔道において、最初に教えられていた初歩の技であった。

## 変化

### 腿車
腿車（ももぐるま）は前から相手の重心の掛かった腿に足を当て、当てた自分の足を支点にして回転させる様にして投げる膝車。1982年の「講道館柔道の投技の名称」制定に際しては講道館では新名称の候補に挙がったが膝車の一つの場合とすることになり、採用されなかった。

### 小内返
小内返（こうちがえし）は相手の右脚での小内刈をかわして右足での膝車で返す膝車。1959年の書籍『柔道十講』で紹介されている。この技は1982年の「講道館柔道の投技の名称」制定の際に膝車とすることになった。講道館で定めた小内返とは異なる技である。